# Fashiontrixx
Fashiontrixx ist ein deutsches Modemagazin, das seit dem 30. August 2011 in sixx gesendet wird. Es wird von Daisy Dee moderiert.

## Ausstrahlung
Die Sendung wurde anfangs vom 30. August bis zum 4. Oktober 2011 dienstags um ca. 22:00 Uhr gesendet. Am 11. u. 18. Oktober wurde die Sendung um 22:50 Uhr gesendet. Vom 25. Oktober bis 13. Dezember 2011 strahlte Sixx das Format um ca. 22:30 Uhr aus. Am 20. Dezember 2011 wurde die „Best-of“-Episode der ersten Staffel um 22:30 Uhr gesendet.
Die Länge vom Magazin ist 25 Minuten.

## Episodenliste
Die Erstausstrahlung der ersten Staffel mit 15 Episoden und einer Best-of-Episode war vom 30. August bis zum 20. Dezember 2011 auf dem deutschen Sender sixx zu sehen.
| Nr. (gesamt) | Nr. (Staffel) | Staffel | Titel      | Deutschsprachige Erstausstrahlung (D)    |
| ------------ | ------------- | ------- | ---------- | ---------------------------------------- |
| 1            | 1             | 1       | Episode 1  | Dienstag, 30. August 2011 (22:00 Uhr)    |
| 2            | 2             | 1       | Episode 2  | Dienstag, 6. September 2011 (22:00 Uhr)  |
| 3            | 3             | 1       | Episode 3  | Dienstag, 13. September 2011 (22:05 Uhr) |
| 4            | 4             | 1       | Episode 4  | Dienstag, 20. September 2011 (22:00 Uhr) |
| 5            | 5             | 1       | Episode 5  | Dienstag, 27. September 2011 (22:00 Uhr) |
| 6            | 6             | 1       | Episode 6  | Dienstag, 4. Oktober 2011 (22:05 Uhr)    |
| 7            | 7             | 1       | Episode 7  | Dienstag, 11. Oktober 2011 (22:50 Uhr)   |
| 8            | 8             | 1       | Episode 8  | Dienstag, 18. Oktober 2011 (22:50 Uhr)   |
| 9            | 9             | 1       | Episode 9  | Dienstag, 25. Oktober 2011 (22:25 Uhr)   |
| 10           | 10            | 1       | Episode 10 | Dienstag, 8. November 2011 (22:30 Uhr)   |
| 11           | 11            | 1       | Episode 11 | Dienstag, 15. November 2011 (22:30 Uhr)  |
| 12           | 12            | 1       | Episode 12 | Dienstag, 22. November 2011 (22:30 Uhr)  |
| 13           | 13            | 1       | Episode 13 | Dienstag, 29. November 2011 (22:40 Uhr)  |
| 14           | 14            | 1       | Episode 14 | Dienstag, 6. Dezember 2011 (22:30 Uhr)   |
| 15           | 15            | 1       | Episode 15 | Dienstag, 13. Dezember 2011 (22:30 Uhr)  |
| 16           | 16            | 1       | „Best of“  | Dienstag, 20. Dezember 2011 (22:30 Uhr)  |

## Moderatoren
| Moderatorin | Einstieg / Ausstieg  | Bemerkungen |
| ----------- | -------------------- | ----------- |
| Daisy Dee   | August–Dezember 2011 |             |